# Proclamación de Juan Carlos I
La proclamación de Juan Carlos I como rey de España tuvo lugar el 22 de noviembre de 1975 ante las Cortes franquistas.

## Antecedentes

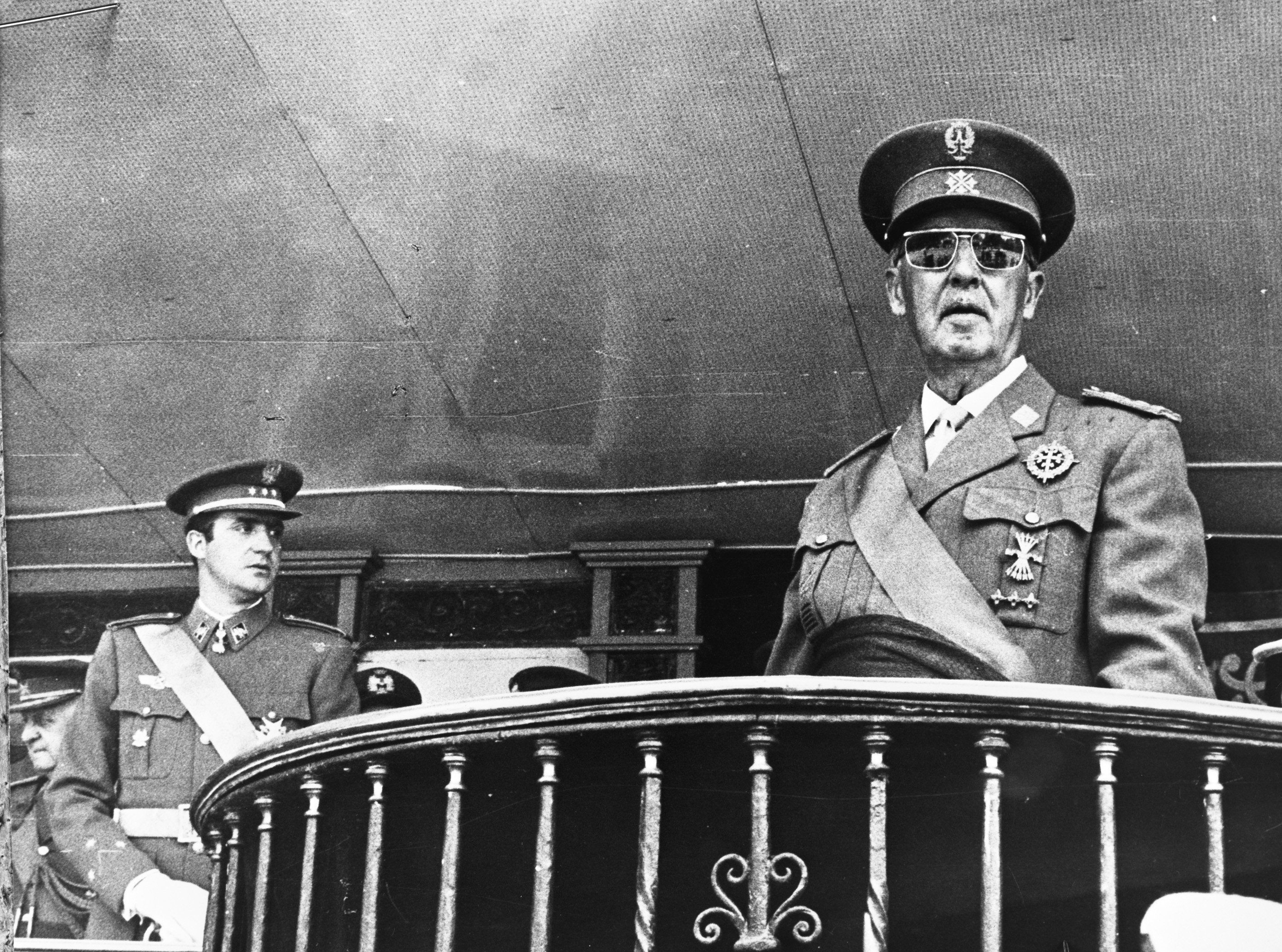
Juan Carlos y Francisco Franco en 1969

En virtud de la Ley de Sucesión en la Jefatura del Estado de 1947, Franco estableció que el futuro rey de España sería designado por él. En julio de 1969 designó a Juan Carlos como sucesor a título de rey, nombramiento ratificado por las Cortes Españolas el 22 de julio de 1969, ante las que Juan Carlos prestó juramento el mismo día de guardar y hacer guardar las Leyes Fundamentales del Reino y los principios del Movimiento Nacional, es decir, el ideario franquista.
En 1971, se aprueba la ley 26/1971, que asigna a Juan Carlos las funciones de jefe de Estado en caso de ausencia o enfermedad de Franco. El 30 de octubre de 1975, Franco padeció una peritonitis. El dictador fue informado de la gravedad de su estado por el equipo médico que lo atendía y ordenó su sustitución por parte del príncipe Juan Carlos, que asumió interinamente la jefatura del Estado.

## Proclamación
Franco murió el 20 de noviembre de 1975. Dos días después, el 22 de noviembre de 1975, Juan Carlos fue proclamado rey de España por las Cortes Españolas con el título de Juan Carlos I de España. Juan Carlos juró sobre la Biblia acatar los Principios del Movimiento Nacional, destinados a perpetuar el franquismo. La ceremonia se celebró en el Palacio de las Cortes.
En la proclamación, Juan Carlos pronunció su primer discurso como rey de España, en el que expresó su voluntad de ser el rey de todos los españoles. Acudieron a la proclamación varios familiares del rey: su esposa, Sofía de Grecia; sus hermanas, Pilar y Margarita de Borbón; y sus hijos, Elena, Cristina y Felipe de Borbón. La ceremonia fue vista en televisión por más de 300 millones de espectadores en más de 30 países.
El 27 de noviembre Juan Carlos fue exaltado al trono con una ceremonia de unción llamada «Misa de Espíritu Santo», que se celebró en la histórica iglesia de San Jerónimo el Real de Madrid, oficiada por el cardenal Vicente Enrique y Tarancón, presidente de la Conferencia episcopal española.

## Derechos dinásticos
Siguiendo las reglas dinásticas, la sucesión debería haber recaído en su padre, Juan de Borbón y Battenberg, conde de Barcelona, tercer hijo y heredero de los derechos dinásticos de Alfonso XIII. Sin embargo, las no muy cordiales relaciones entre Juan y Franco determinaron el salto en la línea de sucesión y el nombramiento de Juan Carlos como príncipe de España, título de nuevo cuño con el que Franco pretendía salvar distancias con respecto a la monarquía liberal. Dicho salto fue aceptado por el príncipe Juan Carlos, creando un conflicto interno en la Casa Real de Borbón.
El 14 de mayo de 1977, Juan de Borbón renunció a sus derechos dinásticos históricos y a la jefatura de la Casa Real en la persona de Juan Carlos. Con esta renuncia se reanudaba la dinastía histórica; y de esta forma, tras la proclamación de Juan Carlos I como rey de España y con la renuncia de Juan de Borbón a sus derechos, Felipe se convirtió en heredero de la Corona y asumió el título de Príncipe de Asturias el 1 de noviembre de 1977. Don Juan efectuó su renuncia en un acto en donde estuvo presente, entre muchos, Landelino Lavilla en calidad de Notario Mayor del Reino; tras la ceremonia Don Juan declaró que renunciaba «con mucho amor a España y cariño por mi hijo».